# Elecciones generales de Mozambique de 1986
Las elecciones generales de Mozambique de 1986 tuvieron lugar entre el 15 de octubre y el 15 de noviembre del mencionado año con el objetivo de renovar los 259 escaños de la Asamblea Popular, principal órgano legislativo de la República Popular de Mozambique. Se realizaron nueve años después de la primera elección debido a la guerra civil en curso, por lo que la votación no tuvo lugar en parte del país. Al igual que en las anteriores elecciones, se realizaron de modo indirecto y el Frente de Liberación de Mozambique (FRELIMO), fue el único partido legal. Sin embargo, en esta elección los candidatos independientes podían presentarse siempre y cuando fueran aprobados por el FRELIMO. Debido a la muerte de Samora Machel en los días posteriores a los comicios locales en un accidente de avión, un Buró Político del Comité Central del FRELIMO regía provisionalmente al país hasta que la Asamblea Popular se estableciera y eligiera un nuevo presidente. Tras los comicios, el presidente electo fue Joaquim Chissano.
Las elecciones directas solo se llevaron a cabo para los consejos locales y municipales, a partir del 15 de octubre. Estos consejos luego eligieron las Asambleas de Distrito el 25 de noviembre, que a su vez eligieron las Asambleas Provinciales en diciembre. 299 candidatos se presentaron a las elecciones para la Asamblea Popular de 249 asientos, el máximo órgano legislativo del país, y fueron votados por las Asambleas Provinciales el 15 de diciembre. Además de los 249 candidatos seleccionados, se eligió a 10 personas adicionales como miembros de la reserva.
El 1 de diciembre de 1990, el gobierno comunista fue disuelto, transformándose Mozambique en una democracia multipartidista, teniendo lugar sus primeras elecciones en 1994.